# Nordic Seaplanes
NORDIC Seaplanes A/S ist eine dänische Fluggesellschaft mit Sitz in Aarhus und Basis auf dem Wasserlandeplatz Aarhus.

## Unternehmen
Nordic Seaplanes wurde 2015 gegründet und betreibt Linien-, Charter- und Rundflüge mit einem Wasserflugzeug. Die Wasserlandeplätze in Aarhus und Kopenhagen werden von der DHC6 INVEST ApS (ehemals NORDIC Seaplanes Invest ApS) betrieben.

## Flugziele

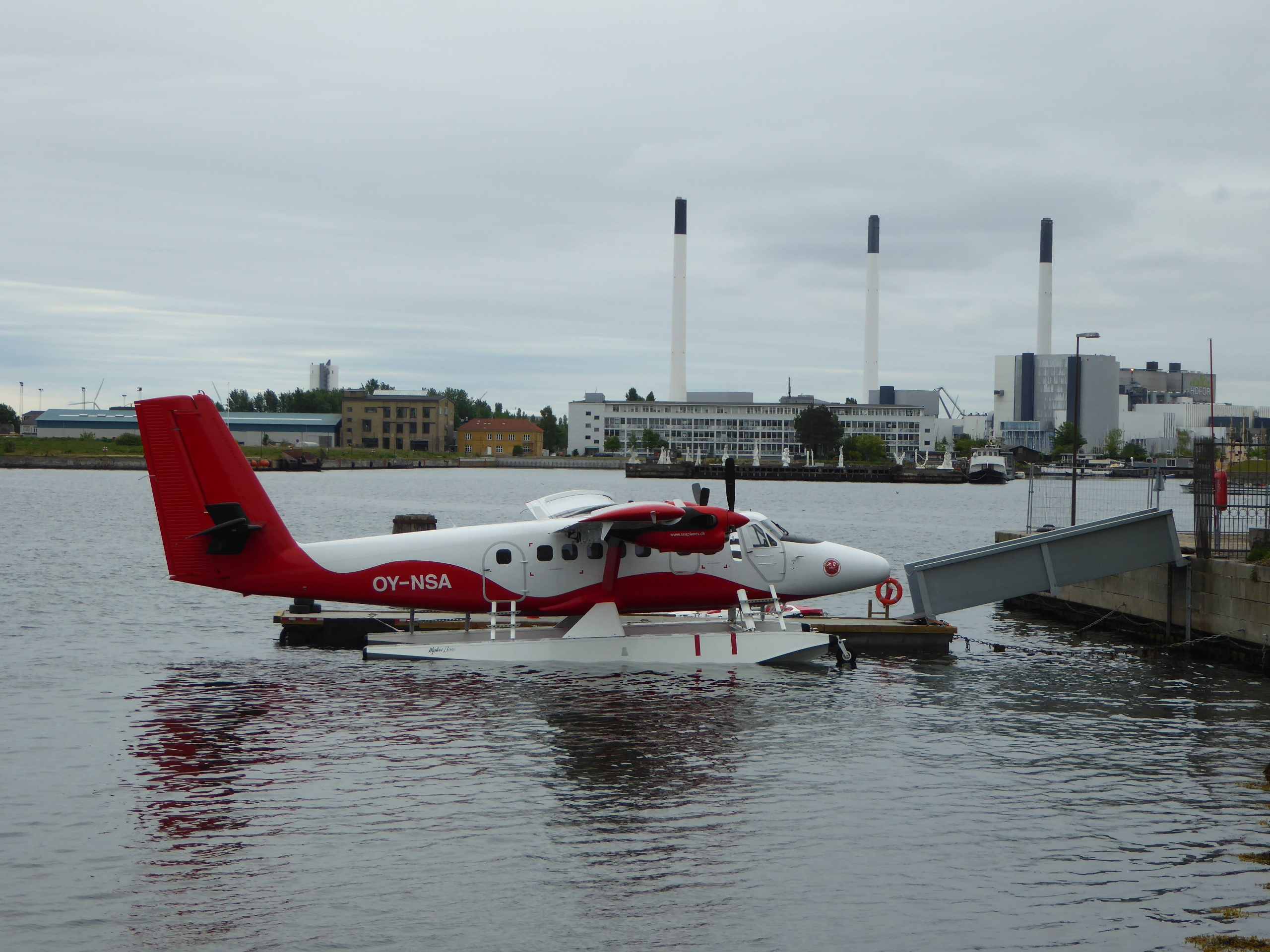
Die de Havilland Canada DHC-6-300 der Nordic Seaplanes am Wasserlandeplatz Kopenhagen

Nordic Seaplanes führt von seiner Basis Aarhus (ICAO: EKAC/) Flüge nach Kopenhagen (ICAO: EKCC/) durch. Der Flug dauert 45 Minuten.
Des Weiteren werden Rundflüge über Aarhus und Kopenhagen angeboten.

## Flotte
Mit Stand April 2025 besteht die Flotte der NORDIC Seaplanes aus einem Flugzeug mit einem Alter von 41,7 Jahren:
| Flugzeugtyp                   | Anzahl | bestellt | Anmerkungen                | Sitzplätze | Durchschnittsalter |
| ----------------------------- | ------ | -------- | -------------------------- | ---------- | ------------------ |
| de Havilland Canada DHC-6-300 | 1      |          | betrieben durch NORDIC Sky | 16         | 47,1 Jahre         |
| Gesamt                        | 1      | -        |                            |            | 47,1 Jahre         |